# Paris-Roubaix de 1911
A 16.ª edição da competição de ciclismo Paris-Roubaix teve lugar a 16 de abril de 1911 e foi vencida pela terceira vez consecutiva pelo francês Octave Lapize, um recorde que seria igualado por Francesco Moser ao ganhar as edições da Paris-Roubaix de 1978, 1979 e 1980.

## Classificação final
|    | Ciclista             | Equipa       | Tempo |
| -- | -------------------- | ------------ | ----- |
| 1  | Octave Lapize        | La Française |       |
| 2  | Alphonse Charpiot    | -            |       |
| 3  | Cyrille van Hauwaert | La Française |       |
| 4  | Gustave Garrigou     | Alcyon       |       |
| 5  | René Vandenberghe    | Alcyon       |       |
| 6  | Georges Passerieu    | La Française |       |
| 7  | Georges Triboulard   | -            |       |
| 8  | Constant Niedergang  | -            |       |
| 9  | Maurice Leturgie     | Automoto     |       |
| 10 | Eugène Dhers         | -            |       |